# Günther Quandt
Günther Quandt (28. juli 1881 – 30. december 1954) var en tysk industriherre.
Günther Quandt var søn af stoffabrikant Emil Quandt og far til Hellmuth Quandt, Herbert Quandt og Harald Quandt. Hans første ægtefælle Antoine Ewald døde af Den Spanske Syge i 1918. Han giftede sig i 1921 med den 20 år yngre Magda Ritschel, som han fik sønnen Harald Quandt med. I 1929 blev de skilt, og Magda Ritschel giftede sig i 1931 med Joseph Goebbels.
Günther Quandt skabte det forretningskonglomerat som senere gjorde familien til en af Tysklands rigeste og mægtigste industrifamilier. Günther Quandt gik ind i VARTA, Dürener Metallwerke og BMW. Hans selskaber var vigtige elementer i den tyske krigsindustri, og Günther Quandt blev derfor tilbageholdt efter 2. verdenskrig. Han blev løsladt i 1948.
Han døde i 1954 under en ferie i Egypten.